# 髙橋こうた
髙橋 こうた（たかはし こうた、1986年〈昭和61年〉3月28日 - ）は日本の写真家。秋田県由利本荘市出身。秋田大学工学資源学部機械工学科卒業。
社会や人と接する中で抱いた疑問をテーマに、個人の記憶や歴史背景のリサーチを通して作品を制作する。手製の写真集を主な表現媒体とし、自ら撮影した写真だけでなく、歴史に埋もれたアーカイブ素材も織り交ぜたビジュアルストーリーを構築している。

## 人物
2004年4月に秋田大学工学資源学部機械工学科に入学。
2008年4月に大手製造メーカーに就職。会社で働くうちに「社会人とは何か」を考えるようになり、自分自身が「社会の人ではなく会社の人」となっていることに違和感を覚えていく。
2011年3月11日東日本大震災が発生した際、被災者との交流を経て、そこで初めて社会と接している感覚になる。「日本社会について深く知りたい」と考えるようになり、2012年から会社員を続けながら日本全国を巡るひとり旅をスタート。約5年間、休日を利用して現地に足を運び、自然環境、日本の伝統芸能、そして人々との対話をしながら「地方と都市の関係」に触れた。その中で、地方の過疎化、伝統文化の消滅危機など、日常生活に潜む問題を目の当たりにした。その経験を通して見つけた社会に対する疑問や問題を視覚的に表現できないかと考えるようになり、写真家の活動をスタート。鑑賞者に想像を委ねつつ、現実にあるものを映すことのできる写真を表現手段に、作品制作を始める。
2019年11月にフランス・パリのギャラリーでグループ展に参加し、写真に対する表面的な綺麗さや構図ではなく、作品のコンセプトを重要視する見方に刺激を受けた。
2020年11月に「80°05'」プロジェクトをスタート。作品の中心人物で、しらせルートでの南極点到達を目指す冒険家・阿部雅龍は大学の同級生。2021年10月23日 - 11月17日には南極フライト前の滞在地プンタ・アレーナスまで同行し、撮影や冒険準備をサポートした。

## 作品
「Greedy Otherworld」（2019 - 2020）
地方出身者の視点で大都市を捉えたシリーズ作品。東京一極集中が進む中、「自分はなぜ上京したのか？」という問いを可視化している。
「80° 05’」（2020 - 2024）
冒険家をテーマに「なぜ冒険するのか？」という素朴な疑問を解明していくビジュアルストーリー作品。主人公は、1912年に人類初の南極点到達を目指した日本人探検家・白瀬矗と、その白瀬の足跡を受け継ぐ現代の冒険家・阿部雅龍。約100年前の白瀬にまつわる歴史背景のリサーチや、阿部の私生活密着・ルーツを辿るなど様々な制作プロセスを経て、冒険家の動機を可視化している。
新型コロナウイルス感染症拡大の影響で1億円近くの遠征資金を集めながらも南極冒険が延期となり、先行き見えない中でもがき苦しむ冒険家・阿部雅龍の姿を見て浮かんだ「なにがそこまで冒険に駆り立てるのか」の問いから作品制作がスタートした。
2024年に開催された写真集出版を記念した個展では、しらせルートに挑戦し「人の夢が受け継がれていくことを証明したい」と語った阿部雅龍の意志を、インスタレーションを通して表現した。

## 経歴
2008年 秋田大学工学資源学部卒業。大手製造メーカーに就職。
2012年 日本全国を巡る旅をスタート。約5年間で全国に足を運ぶ。
2020年3月 製造メーカーを退職。本格的に作家活動を始める。
2021年 パリの写真賞「PX3（Prix de la Photographie Paris）」Fine Art 部門にて入賞（フランス）。（作品：「Greedy Otherworld」）
2021年 IMA主催「Portrait of Japan」入賞（日本）。（作品：「80° 05’」）
2022年 「IMA next -#27 OPEN CALL-」ショートリストに選出（日本）。（作品：「80° 05’」）
2022年 アルル国際写真祭「LUMA Rencontres Dummy Award Arles」ショートリストに選出（フランス）。（作品：「80° 05’」）
2022年 「Photolucida Critical Mass 2022」トップ200に選出（アメリカ）。（作品：「80° 05’」）
2023年 KYOTOGRAPHIE 京都国際写真祭「KG＋SELECT Award」ファイナリストに選出（日本）。（作品：「80° 05’」）
2023年 ケルンフォトブックミュージアム「The Dummy Award 2023」（旧 Kassel Dummy Award）でショートリストに選出（ドイツ）。（作品：「80° 05’」）
2024年 ベルファスト国際写真祭「Belfast Photo Festival 2024」フォトブック部門にノミネート（イギリス）。（作品：「80° 05’」）
2024年 第9回シンガポール国際写真祭 「Photobook Award」ショートリストに選出（シンガポール）。（作品：「80° 05’」）
2024年 ルーシー財団「Lucie Photo Book Prize」ファイナリストに選出（アメリカ）。（作品：「80° 05’」）

## 展覧会

### 個展
- 2023年 「80°05′」KYOTOGRAPHIE 京都国際写真祭 KG+SELECT（堀川御池ギャラリー/寺町京極商店街アーケード、京都）[16]
- 2024年 「80°05′」写真集出版記念展（72Gallery、東京）[17]

### グループ展/イベント他
- 2019年 グループ展「TOKYO / JAPAN」（ザ ノット 東京新宿 ロビースペース、東京）
- 2019年 グループ展「fotogo -f5-」（ギャラリー・プラネット・ルージュ、フランス・パリ）[18]
- 2020年 グループ展「NEW JAPAN PHOTO 10」（CHI-KA、アラブ首長国連邦・ドバイ）
- 2021年 「Portrait of Japan」入賞作品展（渋谷周辺エリア６か所の屋外サイネージ、東京）[8]
- 2022年 アルル国際写真祭「LUMA Rencontres Dummy Book Award 2022」（エスパス・ヴァン・ゴッホ、フランス・アルル）[10]
- 2023年 特別展「夢と科学の関係展 80°05′」（板橋区立教育科学館、東京）[19]
- 2023年 アルル国際写真祭「Night of the Year」（Papeteries Étienne、フランス・アルル）
- 2023年 ワルシャワ国際写真祭「Night of Photography」（ピエンチュ・シュストル公園、ポーランド・ワルシャワ）[20]
- 2023年 ショートリスト巡回展「The Dummy Award 2023」（開催国：イギリス、イタリア（ローマ、ミラノ）、スペイン、ドイツ（ケルン、ライプツィヒ）、ポーランド、香港、フランス、アイルランド、オーストラリア、インドネシア、デンマーク、日本（京都、東京）、トルコ（アンカラ、イスタンブール）、ウクライナ）[21]
- 2024年 グループ展 KG＋2024「事象｜Phenomemon」（NOW & THEN、京都）[22]
- 2024年 イギリス国際写真祭「Belfast Photo Festival 2024」受賞作品展示（ボタニック・ガーデンズ、イギリス・ベルファスト）[13]
- 2024年 ブラガ国際写真祭「Encontros da Imagem」（Biblioteca Lúcio Craveiro da Silva/ポルトガル・ブラガ）[23]
- 2024年 シンガポール国際写真祭「Singapore International Photography Festival 2024」選出作品展示（シンガポール芸術大学、シンガポール）[24]
- 2024年 ブックフェア「T3 PHOTOBOOK MARCHE 2024」（東京スクエアガーデン/シティラボ東京、東京）[25]
- 2024年 ルーシー財団「Lucie Photo Book Prize」選出作品展示（Los Angeles Center of Photography/アメリカ・ロサンゼルス）[26]

## 写真集
- 80° 05’（2024年）